# Пауман, Даниэль
Даниэль Пауман (венг. Dániel Pauman; 13 августа 1986, Вац) — венгерский гребец-байдарочник, выступает за сборную Венгрии начиная с 2012 года. Серебряный призёр летних Олимпийских игр в Лондоне, серебряный и бронзовый призёр чемпионатов мира, бронзовый призёр чемпионата Европы, чемпион первых Европейских игр в Баку, победитель многих регат национального и международного значения.

## Биография
Даниэль Пауман родился 13 августа 1986 года в городе Вац, медье Пешт. Активно заниматься греблей начал с раннего детства, тренировался под руководством Каталин Рожньои, проходил подготовку в спортивных клубах MTK и Vasas SC.
Благодаря череде удачных выступлений удостоился права защищать честь страны на летних Олимпийских играх 2012 года в Лондоне — в составе четырёхместного экипажа, куда также вошли гребцы Золтан Каммерер, Давид Тот и Тамаш Кулифаи, на тысяче метрах занял второе место и завоевал тем самым серебряную олимпийскую медаль (в финале его обошёл только экипаж из Австралии).
После лондонской Олимпиады Пауман остался в основном составе гребной команды Венгрии и продолжил принимать участие в крупнейших международных регатах. Так, 2013 году он выступил на чемпионате Европы в португальском городе Монтемор-у-Велью, где стал бронзовым призёром в четвёрках на тысяче метрах. В следующем сезоне в той же дисциплине взял бронзу на мировом первенстве в Москве. Ещё через год на аналогичных соревнованиях в Милане добавил в послужной список серебряную награду, полученную в километровой гонке четырёхместных экипажей. Кроме того, в сезоне 2015 года отправился представлять страну на первых Европейских играх в Баку и со своей байдаркой-четвёркой на тысяче метрах одержал там победу.